# Élève-toi mon âme
Élève-toi mon âme, op. 22, est une œuvre de la compositrice Mel Bonis, datant de 1894.

## Composition
Mel Bonis compose Élève-toi mon âme pour mezzo-soprano ou baryton avec piano et violoncelle sur une poésie d'Amédée-Louis Hettich. L'œuvre est publiée pour la première fois aux éditions Bretonneau en 1894. Elle est rééditée la même année par les éditions Pfister, puis par Armiane en 1999 et en 2014.

## Analyse
C'est sur un poème de son amant Amédée-Louis Hettich tiré de ses Vers à chanter que Mel Bonis compose sa mélodie. 

## Sources
- Étienne Jardin, Mel Bonis (1858-1937) : parcours d'une compositrice de la Belle Époque, 2020 (ISBN 978-2-330-13313-9 et 2-330-13313-8, OCLC 1153996478, lire en ligne)